# Warm & Tender Soul
| Recensione | Giudizio |
| ---------- | -------- |
| AllMusic   | [ 3 ]    |

Warm & Tender Soul è il secondo album discografico di Percy Sledge, pubblicato dalla casa discografica Atlantic Records nel novembre del 1966.

## Tracce

### LP
Lato A
1. It Tears Me Up – 2:46 (Dan Penn, Linden Oldham) – Registrato il 18 maggio 1966 in Alabama
2. I'm Hanging Up My Heart for You – 2:35 (John Berry, Don Covay) – Registrato il 23 settembre 1966 in Alabama
3. You've Really Got a Hold on Me – 2:50 (William Robinson) – Registrato il 23 settembre 1966 in Alabama
4. That's How Strong My Love Is – 2:00 (Roosevelt Jamison) – Registrato il 23 settembre 1966 in Alabama
5. A Sweet Woman Like You – 2:30 (Joe Tex) – Registrato il 23 settembre 1966 in Alabama
6. Love Me Tender – 3:00 (Elvis Presley, Vera Matson) – Registrato il 23 settembre 1966 in Alabama

Lato B
1. Warm and Tender Love – 3:17 (Bobby Robinson) – Registrato il 18 maggio 1966 in Alabama
2. Try a Little Tenderness – 2:42 (Harry Woods, Jimmy Campbell, Reg Connelly) – Registrato il 23 settembre 1966 in Alabama
3. So Much Love – 2:55 (Jerry Goffin, Carole King) – Registrato il 23 settembre 1966 in Alabama
4. I Stand Accused – 3:20 (Jerry Butler, William Butler) – Registrato il 23 settembre 1966 in Alabama
5. Heart of a Child – 2:45 (Marlin Greene, Bruce Gist) – Registrato il 23 settembre 1966 in Alabama
6. Oh How Happy – 2:39 (Edwin Starr) – Registrato il 23 settembre 1966 in Alabama

## Musicisti
- Percy Sledge - voce
- altri musicisti non accreditati

Note aggiuntive
- Quin Ivy e Marlin Greene - supervisori, produttori
- Hermann Bachmann - foto copertina album originale
- Haig Adishian - design copertina album originale
- Jack Walker (WLIB, New York) - note retrocopertina album originale[4]

## Classifica
Album
| Anno | Classifica             | Posizione raggiunta |
| ---- | ---------------------- | ------------------- |
| 1966 | Billboard 200          | 136                 |
| 1967 | Top R&B/Hip-Hop Albums | 9                   |

Singoli
| Anno | Titolo del brano     | Classifica             | Posizione raggiunta |
| ---- | -------------------- | ---------------------- | ------------------- |
| 1966 | Warm and Tender Love | Billboard Hot 100      | 17                  |
| 1966 | It Tears Me Up       | Billboard Hot 100      | 20                  |
| 1967 | Love Me Tender       | Billboard Hot 100      | 40                  |
| 1966 | Warm and Tender Love | Hot R&B/Hip-Hop Songs  | 5                   |
| 1966 | It Tears Me Up       | Hot R&B/Hip-Hop Songs  | 7                   |
| 1967 | Love Me Tender       | Hot R&B/Hip-Hop Songs  | 35                  |
| 1966 | Warm and Tender Love | Official Singles Chart | 34                  |